# The Factory
|                                                       |  |                                                                                                |
| O Decker Building, segunda localização da The Factory |  | The Andy Monument (2012) de Rob Pruitt do lado de fora 860 Broadway, terceiro local do estúdio |

The Factory (A Fábrica) foi um estúdio de arte fundado pelo artista americano de pop art Andy Warhol, localizado em Manhattan, Nova Iorque. O estúdio teve três diferentes localizações entre 1962 e 1984. A The Factory original ficava no quinto andar na 231 East 47th Street, em Midtown Manhattan. O aluguel era "apenas cerca de cem dólares por ano." Warhol o deixou em 1968, quando o prédio estava prestes a ser demolido para dar lugar a um prédio de apartamentos. O estúdio, em seguida, mudou-se para o sexto andar do Decker Building na 33 Union Square West perto da esquina da East 16th Street, onde permaneceu até 1973, quando mudou-se para 860 Broadway, no extremo norte da Union Square. Embora este espaço fosse muito maior, não houve muitas filmagens por lá, e, em 1984, o que restou das várias empresas de Warhol (não incluindo as filmagens), acabou sendo transferidos para 22 East 33rd Street, um edifício de escritórios convencional.

## O Estúdio
The Factory era famosa por suas festas, sendo frequentadas por artístas modernos, boémios, excêntricos e os consumidores de anfetaminas. Entre eles, Warhol escolheu chamar Warhol Superstars, que anunciou algum tempo antes de nomear o próximo Superstar, colocando em prática sua famosa frase em que garantiu que "todos teriam seus quinze minutos de fama". Nas palavras de John Cale em 2002, chamado "The Factory não é livre", que é onde ele produziu uma cadeia de serigrafia de Warhol: "Enquanto alguém estava fazendo uma serigrafia, alguém estava filmando um filme. Cada dia algo novo estava acontecendo." 
Warhol ficou famoso quando ele trabalhava dia e noite em suas pinturas, que consistem em serigrafias e litografias, produzidas em série, da mesma forma que as grandes empresas capitalistas fabricam produtos para consumo. Para continuar esta dinâmica, se reuniram em torno dele um círculo de estrelas pornô, toxicodependentes, travestis, músicos e pensadores livres que ajudam Warhol a desenvolver suas fotos, atuar em seus filmes e criar o ambiente que fez a fábrica uma lenda.

## Silver Factory
O estudo original era conhecido entre seus frequentadores antigos como Silver Factory, porque as paredes estavam cobertas com papel de estanho, espelhos quebrados e pintura de prata, uma decoração que Warhol muitas vezes complementava com balões da mesma cor. A prata representava tanto o declínio do mundo como o glam-proto de 1960.
O decorador do estudo foi Billy Name, amigo de Warhol, que também trabalhou como fotógrafo para a fábrica. Depois de visitar o apartamento de Name, decorado da mesma forma. Warhol ficou apaixonado com a ideia e pediu-lhe para fazer o mesmo para seu estúdio recém-alugado. Billy Name deu o seu estilo para a Fábrica, que combina a estrutura industrial do estudo sem mobília, com a cor prata brilhante. Os anos da Fábrica eram conhecidos como Era de Prata, não só para o projeto local, mas também pelo decadente e despreocupado estilo de vida dos personagens regulares do estudo, com base no dinheiro, festas, drogas e a fama.
Além de criar suas pinturas, Warhol também usou a fábrica como uma base para fazer seus filmes, esculturas. Também era usado para vender as suas obras, o primeiro dos quais foi vendido uma litografia com 25.000 adicionais telas $ cujo preço era de US $ 5000 cada, mais tarde passaria para 25.000. Warhol passou grande parte destas receitas substanciais para custear o estilo de vida de seus amigos da Fábrica, onde praticamente nadava em dinheiro.

## Música daFactory
A fábrica se tornou um lugar de encontro de músicos como Lou Reed, Bob Dylan, Brian Jones e Mick Jagger. The Velvet Underground, do grupo Reed, tocando regularmente em festas no estudio. Warhol desenhou a famosa capa do álbum de estreia The Velvet Underground and Nico em 1965, disco cujos créditos também aparece como um produtor. A capa do álbum foi a vinheta de uma banana para descartá-lo descobertos sob uma casca de banana.
Warhol juntou The Velvet Underground no projeto Exploding Plastic Inevitable, um espetáculo que combinou arte, rock, baleado por filmes de Warhol e bailarinos de vários tipos, incluindo também uma parte em recriar o imaginário é sadomasoquista.
A canção Walk on the Wild Side, o mais conhecido da carreira solo de Lou Reed, é baseado na Warhol Superstars da Factory, e se referiu a Joe Dallesandro, Candy Darling, Hoody Woodlawn, Jackie Curtis e Joe Campbell.

## Sexo naFactory
A cultura de massa americana foi a ordem habitual das obras de Andy Warhol, mas também gostava de violar suas estritas normas sociais. Nudez, sexo explícito, drogas, relações homossexuais e personagens transexuais apareceu na maioria dos filmes rodados na Silver Factory. Estas questões foram inaceitáveis para a sociedade da época, para os cinemas exibindo o filme por vezes, esses filmes foram agredidos por policiais e transeuntes preso por obscenidade.
Para fazer seus filmes, Warhol criou na fábrica muito permissivo, e seus casamentos foram realizados a partir de drag queens para mostrar pornô. O amor livre era comum no estudo de uma vez, o 60, onde os costumes sexuais estavam mudando e eles foram se tornando mais aberta. Este clima de liberdade sexual foi incentivada pelo próprio Warhol, e é usado para filmar o sexo de seus amigos e incluí-los em seus filmes, como no caso de filmes sofá e Chupeta.
Entre os habitués na fábrica também foram drag queens famosas como Holly Woodlawn e Jackie Curtis e transexuais Candy Darling, que muitas vezes atuou em seus filmes e séries de Warhol. para o ofensor e sexualmente liberada ambiente devido, a orgias sob a influência de drogas eram comuns na fábrica. Antes de abrir, ele conheceu o ator Andy Ondina em uma orgia.
Eu estava participando de uma orgia e Warhol, sua grande presença no fundo da sala. A orgia foi organizada por um amigo meu, que perguntou: "Você não consegue jogar aquela coisa (Warhol) lá fora? E a coisa foi expulsa da sala. Quando o vi mais tarde, ele disse: "Ninguém jamais havia me jogado para fora de uma festa, você não sabe quem eu sou?" E eu disse: "Eu não me importo quem você é, você simplesmente não estava lá, você não estava envolvido."

## Dias atuais
Na Factory passaram muitas celebridades das artes como Truman Capote, Allen Ginsberg, Salvador Dali, Bob Dylan, Mick Jagger, Fernando Arrabal, Brian Jones e John Giorno. Outros comum no estudo, muitos dos quais foram eleitos Warhol Superstars foram Edie Sedgwick, Gerard Malanga, Ondine, Ivy Nicholson, Ingrid Superstar, Jeremias Newton, Jackie Curtis, Frank Holliday, Holly Woodlawn, Viva, Billy Name, Freddie Herk, Mario Montez, Naomi Levine, Taylor Mead, Mary Woronov, Ronnie Cutrone, Jane Forth, Lenny Dahl, Baby Jane Holtzer, Ultra Violet, Brigid Polk, Paul América, Penny Arcade, Bobby Driscoll, entre muitos outros visitantes.

## Os personagens mais representativos daFactory
- The Velvet Underground: Seus primeiros concertos foram dados a ele na fábrica e tinha uma relação estreita com Warhol e seu círculo. Eles são considerados um dos mais importantes na história do rock e tanto a música dela e atitude têm influenciado inúmeros artistas e gêneros.
- Nico: Foi uma cantora, modelo e atriz que trabalhou com o The Velvet Underground para depois iniciar sua carreira solo com o álbum "Chelsea Girl", cujo título foi baseado em "Chelsea Girls", um filme de Warhol e Paul Morrissey que ela estrelou. Era conhecida por seus romances com Jim Morrison, Brian Jones e Alain Delon, que tinha um filho. Era uma artista cultuada até sua morte em Ibiza em 1988.
- Edie Sedgwick: Atriz e modelo de uma família influente da burguesia americana se tornou musa dos filmes de Warhol, em 1965. Também é famosa por ter um relacionamento com Bob Dylan e por ser a inspiração para canções como I Want You, a sua dependência de drogas levou a sua morte por overdose em 1971.
- Paul Morrissey: Realizador de cinema cujos filmes foram produzidos por Warhol e alguns deles baleado na fábrica. Seus filmes desta época eram uma crítica do filme reflete o comércio sexual e a circulação de hippie, especialmente a trilogia chamada Flesh. Seu estilo de vanguarda, o movimento influenciou posteriormente Dogma 95.
- Joe Dallesandro: Foi o ator fetiche de Paul Morrissey e ícone erótico gay. Ele estrelou muitos filmes de Morrissey, incluindo a trilogia Flesh filmes formados por Flesh, Trash e Heat, em que Daley passou a maior parte das cenas nu. Sua virilha é o objeto principal da capa do álbum Sticky Fingers dos Rolling Stones e sua imagem também foi usada por The Smiths na capa de seu primeiro álbum e seu single Hand in Glove.
- Anita Pallenberg: era uma das modelos mais famosas da Swinging London e um dos frequentadores habituais da fábrica. Atuou no filme Barbarella (de Roger Vadim, 1968), e também era conhecido por seus romances com Brian Jones e Keith Richards, bem como sua estreita amizade com Marianne Faithfull.
- Candy Darling: Foi uma atriz transexual que atuou em vários filmes de Morrissey. Ela morreu de leucemia em 1974 e uma foto sua no seu leito de morte foi usado por Antony and the Johnsons para a capa do seu álbum I Am a Bird Now.
- Valerie Solanas: Sua presença era incomum na Factory, mas foi a causa do fim da sua era de prata, quando ela tentou matar Warhol em 1968, causando cicatrizes físicas e psicológicas que se arrastaram por toda a sua vida. Em seu livro SCUM Manifesto definiu a sua visão extrema do feminismo e defendeu uma revolução violenta para criar uma sociedade formada exclusivamente por mulheres. Depois de uma temporada na prisão e vários hospitais psiquiátricos, morreu em 1988. Sua vida é contada no filme I Shot Andy Warhol (Mary Harron, 1996), estrelado pela atriz Lily Taylor.